# Spinibarbus ovalius
Spinibarbus ovalius là loài cá thuộc họ Cá chép.
Đây là loài cá đặc hữu của Việt Nam.